# Astathes japonica
Astathes japonica är en skalbaggsart som först beskrevs av Thomson 1857.  Astathes japonica ingår i släktet Astathes och familjen långhorningar.
Artens utbredningsområde är Filippinerna. Inga underarter finns listade.